# Helen Churchill Candee
Helen Churchill Candee, född 5 oktober 1858 i New York, död 23 augusti 1949 i York Harbor i Maine, var en amerikansk författare, journalist, dekoratör och feminist. Hon överlevde förlisningen av RMS Titanic 1912.
Candee som reste i första klass steg på Titanic i Cherbourg. Hon räddades i livbåt nummer sex där flera kvinnor från första klass, bland annat Margaret "Molly" Brown fanns med.